# Lac Chassignolle
Lac Chassignolle är en sjö i Kanada.   Den ligger i regionen Abitibi-Témiscamingue och provinsen Québec, i den sydöstra delen av landet, 400 km nordväst om huvudstaden Ottawa. Lac Chassignolle ligger 290 meter över havet.
I omgivningarna runt Lac Chassignolle växer i huvudsak blandskog. Runt Lac Chassignolle är det mycket glesbefolkat, med 2 invånare per kvadratkilometer.